# Universal Flash Storage
Universal Flash Storage (UFS) ist ein Standardformat für Flash-Speicherkarten und Flash-Speichermedien in eingebetteten Systemen. Angestrebt wird damit ein schnellerer Datenzugriff sowie ein Ende des Formatkriegs unter den Speicherkartenherstellern. Die Vereinheitlichung soll den Bedarf an Adaptern senken und eine Kompatibilität unter möglichst vielen Geräten wie Computern, Digitalkameras, Handys, MP3-Playern und weiteren erreichen.
Auch der Linux-Kernel unterstützt UFS.
Die Entwicklung wird durch die JEDEC Solid State Technology Association geleitet. Beteiligt sind die Unternehmen Nokia, Micron Technology, Samsung, Sony Ericsson, Spansion, STMicroelectronics und Texas Instruments.
Die Standardisierung durch den JEDEC-Unternehmensverband erfolgt in Zusammenarbeit mit der zum Teil konkurrierenden MIPI Alliance (Mobile Industry Processor Interface Alliance), welche den Datenaustausch zwischen Chipsets, Sensoren und Displays entwickelt und propagiert sowie hierzu das UniPro-Protokoll fortentwickelt. Der Anwendungsbereich umfasst Mobilgeräte wie Smartphones, Tablets und Laptops sowie eingebettete Systeme wie Fernseher und das Connected Car.

## Entwicklungsgeschichte
Im Jahr 2011 erschien die erste Standard-Version, welche 2012 auf Version 1.1 angehoben wurde. Breitere Verwendung fand der UFS mit der Einführung der Version 2.0 im September 2013. Hierbei liegt die Leistungsaufnahme mit 0,5 mW im Standby sowie 1 mW bei Nutzung ähnlich hoch wie bei eMMC-Speicher. Die Datenübertragungsrate gegenüber dem eMMC-Standard ist in der fünften Version verdreifacht. Hierbei wird gleichzeitiges Lesen und Schreiben ermöglicht. Seitens des UFS-Host-Controller findet eine serielle Datenweitergabe statt. UFS-2.0-Speicher wird unter anderem in Smartphones verwendet. Im März 2016 wurde die erneuerte Version 2.1 veröffentlicht.
Diese verbesserte unter anderem die Datensicherheit zwischen dem UFS-Speicher und dem SoC.
Am 30. März 2016 wurde der Standard für UFS-Speicherkarten in Version 1.0 verabschiedet. Demnach besitzt eine UFS-Karte an der Längsseite zwei flossenartige Auskerbungen.
Hieraus ergibt sich ein Format von 15 × 11 mm für eine Speicherkarte. Ohne Auskerbung ergeben sich 15 × 10,2 mm. Nach dem UFSC-Standard müssen diese Karten mindestens eine Datenübertragungsrate der UFS-Gear1-Klasse erreichen, was 183 MB/s entspricht. Die maximale Übertragungsrate beträgt in der Gear3-Klasse mit 729 MB/s etwa das Fünffache des Maximums des Mindeststandards. Verglichen mit microSDHC-Speicherkarten fällt die höhere Anzahl an Speicherkontakten auf. Die erste UFS-Speicherkarte wurde im Juli 2016 vom Hersteller Samsung vorgestellt.

## Versionsvergleich

### UFS
| UFS-Version                                             | 1.0      | 1.1      | 2.0       | 2.1       | 2.2       | 3.0       | 3.1       | 4.0       |
| ------------------------------------------------------- | -------- | -------- | --------- | --------- | --------- | --------- | --------- | --------- |
| Einführung                                              | 2011     | 2012     | 2013      | 2016      | 2020      | 2018      | 2020      | 2022      |
| Datenübertragungsgeschwindigkeit pro Übertragungsstrang | 300 MB/s | 300 MB/s | 600 MB/s  | 600 MB/s  | 600 MB/s  | 1450 MB/s | 1450 MB/s | 2900 MB/s |
| Max. Anzahl der Übertragungsstränge                     | 1        | 1        | 2         | 2         | 2         | 2         | 2         | 2         |
| Max. Datenübertragungsgeschwindigkeit insgesamt         | 300 MB/s | 300 MB/s | 1200 MB/s | 1200 MB/s | 1200 MB/s | 2900 MB/s | 2900 MB/s | 5800 MB/s |
| M-PHY-Version                                           |          |          | 3.0       | 3.0       | 3.0       | 4.1       | 4.1       | 5.0       |
| UniPro-Protokollversion                                 |          |          | 1.6       | 1.6       | 1.6       | 1.8       | 1.8       | 2.0       |

### UFS-Speicherkarten
| UFS-Speicherkartenversion                               | 1.0      | 1.1      | 3.0       |
| ------------------------------------------------------- | -------- | -------- | --------- |
| Einführung                                              | 2016     | 2018     | 2020      |
| Datenübertragungsgeschwindigkeit pro Übertragungsstrang | 600 MB/s | 600 MB/s | 1200 MB/s |
| Max. Anzahl der Übertragungsstränge                     | 1        | 1        | 1         |
| Max. Datenübertragungsgeschwindigkeit insgesamt         | 600 MB/s | 600 MB/s | 1200 MB/s |
| M-PHY-Version                                           | 3.0      | 3.0      | 4.1       |
| UniPro-Protokollversion                                 | 1.6      | 1.6      | 1.8       |